# Petitella georgiae
Petitella georgiae és una espècie de peix de la família dels caràcids i de l'ordre dels caraciformes.

## Morfologia
- Els mascles poden assolir 3,9 cm de llargària total.[2]

## Alimentació
Menja cucs, crustacis petits i matèria vegetal.

## Hàbitat
Viu en zones de clima tropical entre 22 °C - 26 °C de temperatura.

## Distribució geogràfica
Es troba a Sud-amèrica: conques dels rius Amazones (Perú), Purus,  Negro i Madeira.